# Montaure

Montaure este o comună în departamentul Eure, Franța. În 1 ianuarie 2018 avea o populație de 1.038 de locuitori.